# Enoplocerus armillatus
Enoplocerus armillatus är en skalbaggsart som först beskrevs av Carl von Linné 1767. Enoplocerus armillatus ingår i släktet Enoplocerus och familjen långhorningar.
Artens utbredningsområde är:
- Guyana.
- Panama.
- Paraguay.
- Surinam.
- Venezuela.

Inga underarter finns listade i Catalogue of Life.

## Bildgalleri

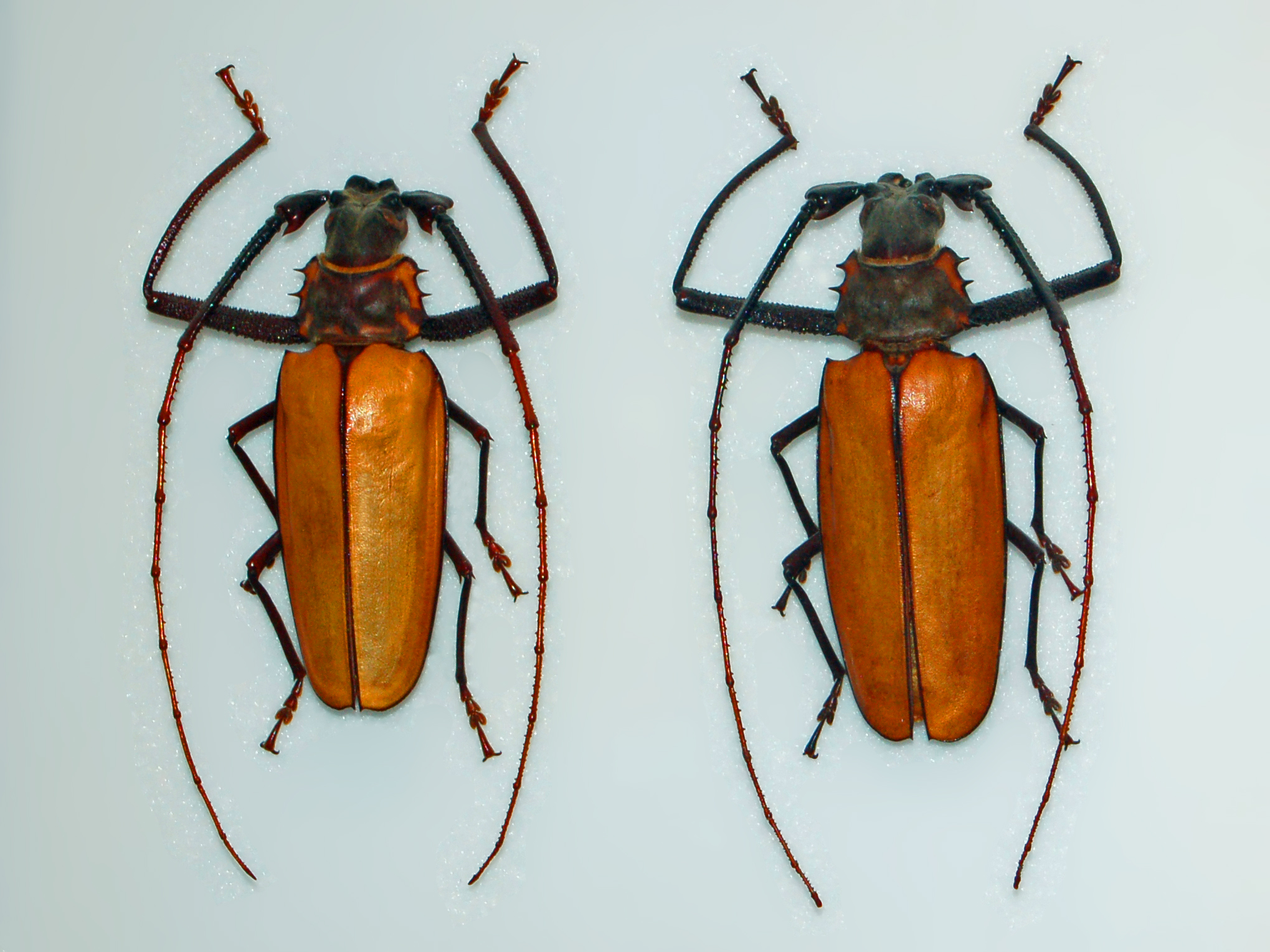
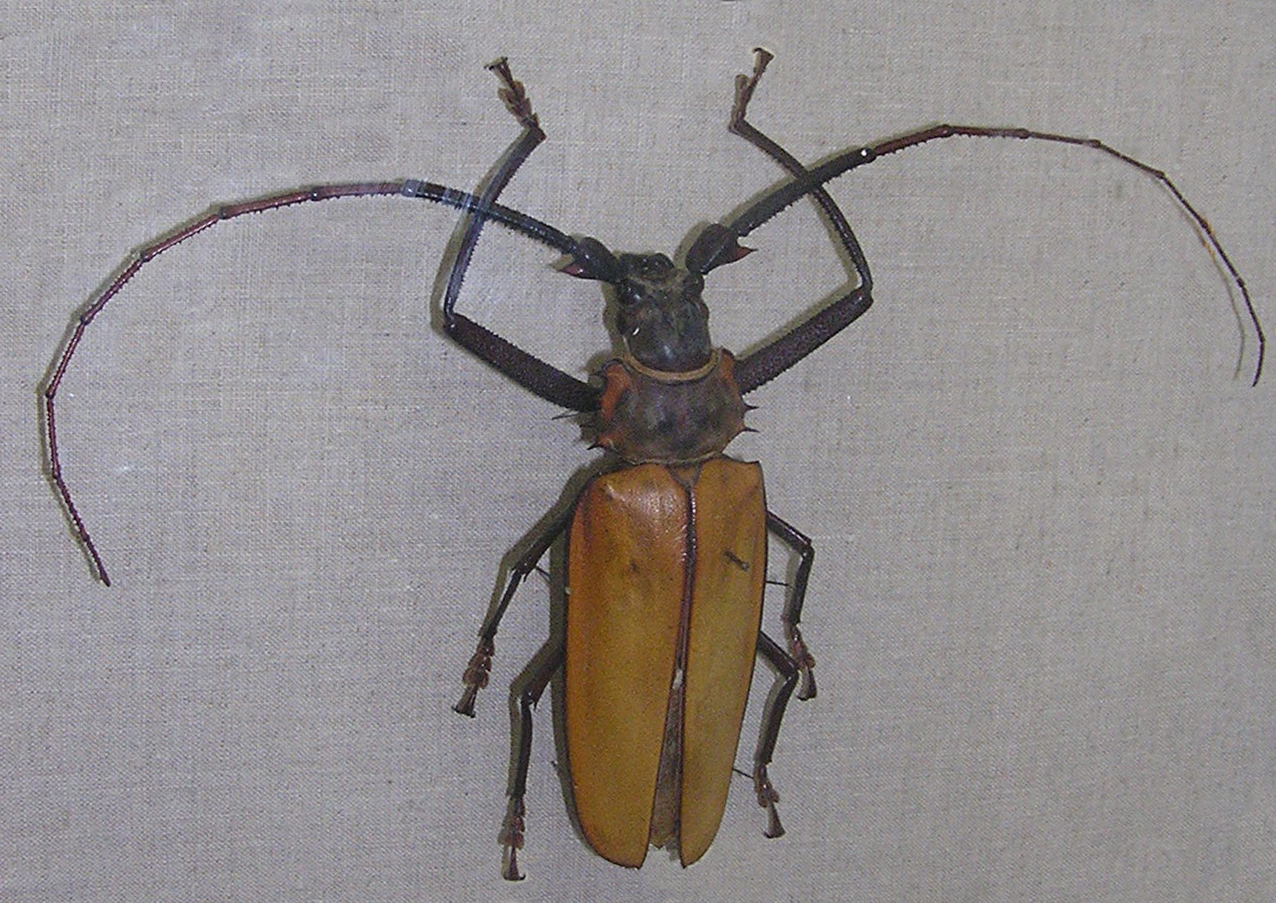